# Đỗ Tuấn Đức
Đỗ Tuấn Đức (* 6. Februar 1996) ist ein vietnamesischer Badmintonspieler. 

## Karriere
Đỗ Tuấn Đức gewann bei den ASEAN School Games 2014 das Herrendoppel. Er belegte bei den Slovenia International 2013 Rang drei im Mixed mit Lê Thu Huyền. Mit ihr wurde er auch Dritter bei den Greece International 2013. Dort belegte er im gleichen Jahr auch Rang zwei im Herrendoppel. 2013 startete er auch bei den Badminton-Asienmeisterschaften und beim Sudirman Cup.